# Vörös Sas-rend
A Vörös Sas-rend (németül: Roter Adlerorden) Poroszország katonai és polgári kitüntetése volt, a második legmagasabb a Fekete Sas-rend után. Az 1792-ben alapított rend az első világháború után a Porosz Királysággal együtt megszűnt létezni.

## Története
A Vörös Sas-rend elődjét 1705. november 17-én alapította György Vilmos brandenburg-bayreuthi őrgróf Ordre de la Sincerité (Őszinteség-rend) néven. Csak rövid ideig adományozták, majd a rendet 1712-ben, utána pedig 1734-ben is újraalkották, utóbbi alkalommal a Brandenburg-Ansbachi Hercegségben Brandenburgi Vörös Sas-rend néven. 1777-ben megváltoztatták az alapszabályt és a nevét is Vörös Sas-rendre rövidítették. Ekkor a rendnek egyetlen osztálya és maximum ötven tagja volt.
Miután 1792 januárjában a brandenburgi hercegségek beolvadtak a Porosz Királyságba, 1792. június 12-én II. Frigyes Vilmos porosz kitüntetésként élesztette fel a lovagrendet. A Fekete Sas-rend után a Vörös Sas-rend lett a királyság második legmagasabb állami elismerése.
1810-ben III. Frigyes Vilmos háromra bővítette az osztályok számát. 1830-ban a II. osztályhoz is bevezették a csillagot és az Általános Érdemrend (Allgemeines Ehrenzeichen) keresztje a Vörös Sas negyedik osztályává vált. 1861-ben megalkották a nagykeresztet, a rend legmagasabb osztályát; egyúttal azontúl a Fekete Sas-rend minden kitüntetettje automatikusan megkapta a Vörös Sas nagykeresztjét is. 1918-ban bevezették a rend legalacsonyabb, érem fokozatát, amelyet közkatonák is megkaphattak.
Az első világháború után, 1919-ben a Porosz Királyság megszűnt létezni és a kitüntetést többé nem adományozták.

## Fokozatok
Az első világháború idejére a Vörös Sas-rend már hat osztályra tagozódott:
- Nagykereszt - zománcozott máltai kereszt, amelyet különleges alkalmakkor nyakban láncon viseltek; vagy a jobb vállon átvetett szalagot és a mellkas bal oldalára tűzött nyolcágú, aranyozott csillagot. Általában a királyi család férfitagjai, a Fekete Sas-rend tulajdonosai, német nemesek vagy külföldi uralkodócsaládok tagjai kapták.
- I. osztály - nagy méretű, zománcozott talpaskereszt, amelyet szalagon a nyakban vagy a jobb vállon átvetett széles szalagon viseltek; hozzá tartozott még egy nyolcágú ezüstcsillag, amit a mellkas bal oldalán hordtak. Az I. osztályt katonatisztek, magas rangú nemesek, külföldi államfők kapták.
- II. osztály - nyakban viselt zománcozott talpaskereszt és egy ezüst négyágú csillag. Katonatisztek és nemesek kaphatták.
- III. osztály - a mellkas bal oldalán viselt zománcozott talpaskereszt. Alacsonyabb rangú tisztek és nemesek kaphatták.
- IV. osztály - a mellkas bal oldalán viselt zománcozatlan talpaskereszt. Alacsony rangú tisztek (hadnagyok) számára.
- Érem - aranyozott kerek érem, amelyet a közkatonák is megkaphattak.

Ezenkívül számos kisebb további fokozat, díszítmény létezett:
- háború idején az érem kivételével valamennyi fokozat adható volt kardokkal (két keresztbe tett karddal a kereszten)
- a IV. osztály fölött adható volt "karddal a gyűrűn", ami azt jelentette, hogy a tulajdonos korábban már megkapta az egyik korábbi fokozatot kardokkal
- minden fokozat adható volt koronával
- a nagykereszt, az I. és II. fokozat adható volt gyémántokkal
- a nagykereszt, az I. és II. osztály adható volt tölgyfalombbal, amely azt mutatta, hogy a tulajdonos már megkapta valamelyik kisebb fokozatot gyémántokkal
- nagyon ritkán (pl. Paul von Hindenburg esetében) marsallbotokkal is adták a nagykeresztet
- a szalaggal adott III. osztály azt jelezte, hogy a tulajdonos előzőleg megkapta a IV. osztályt
- A Máltai Lovagrend sebesülteket segítő tagjai kis máltai kereszttel kapták a Vörös Sas-rendet
- 50 évnyi szolgálat után a Vörös Sas-tulajdonosok kis kerek medált kaptak, rajta egy 50-es számmal, amit a kitüntetésükre erősíthettek

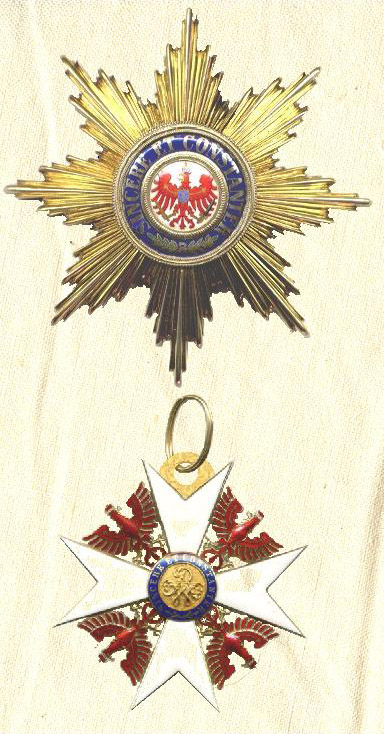
A nagykereszt jelvénye és csillaga
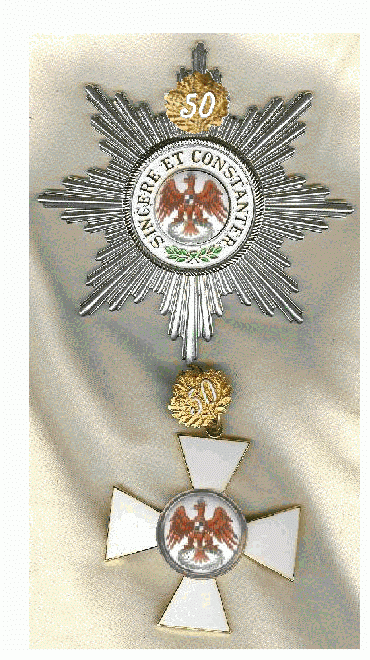
Az I. osztály jelvénye és csillaga 50. jubileumi éremmel
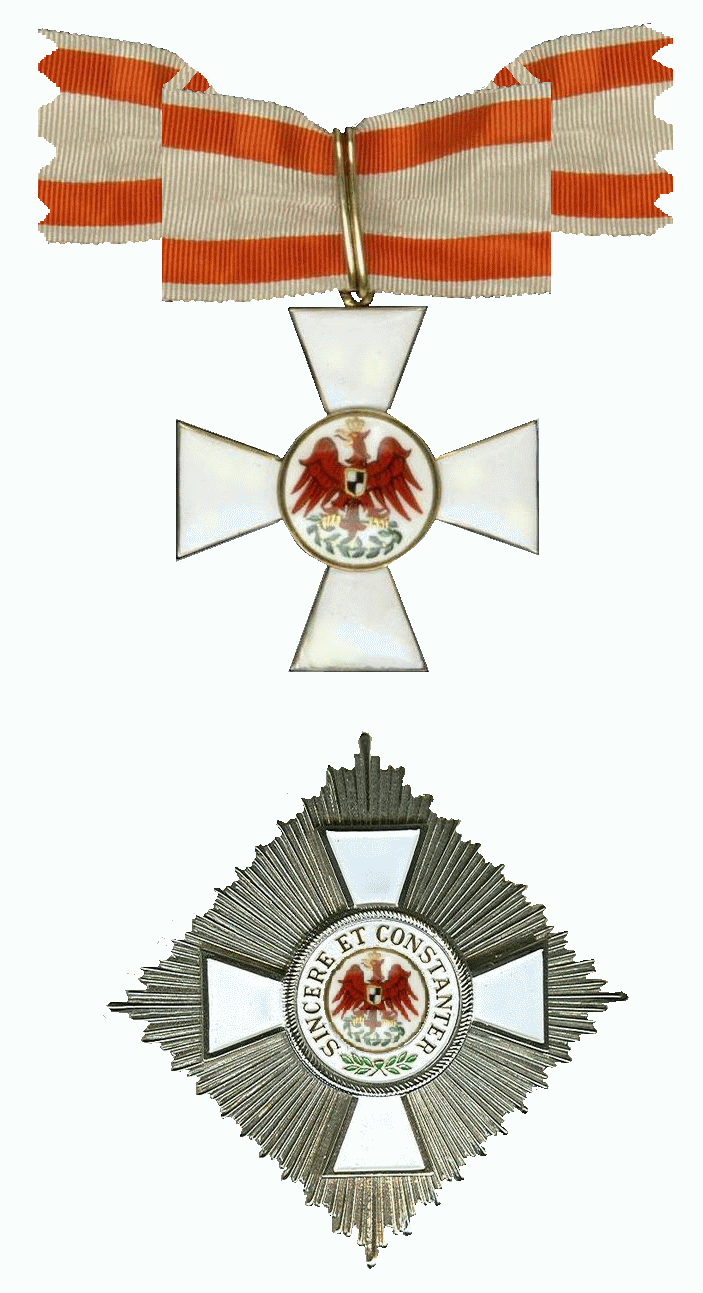
A II. osztály jelvénye és csillaga
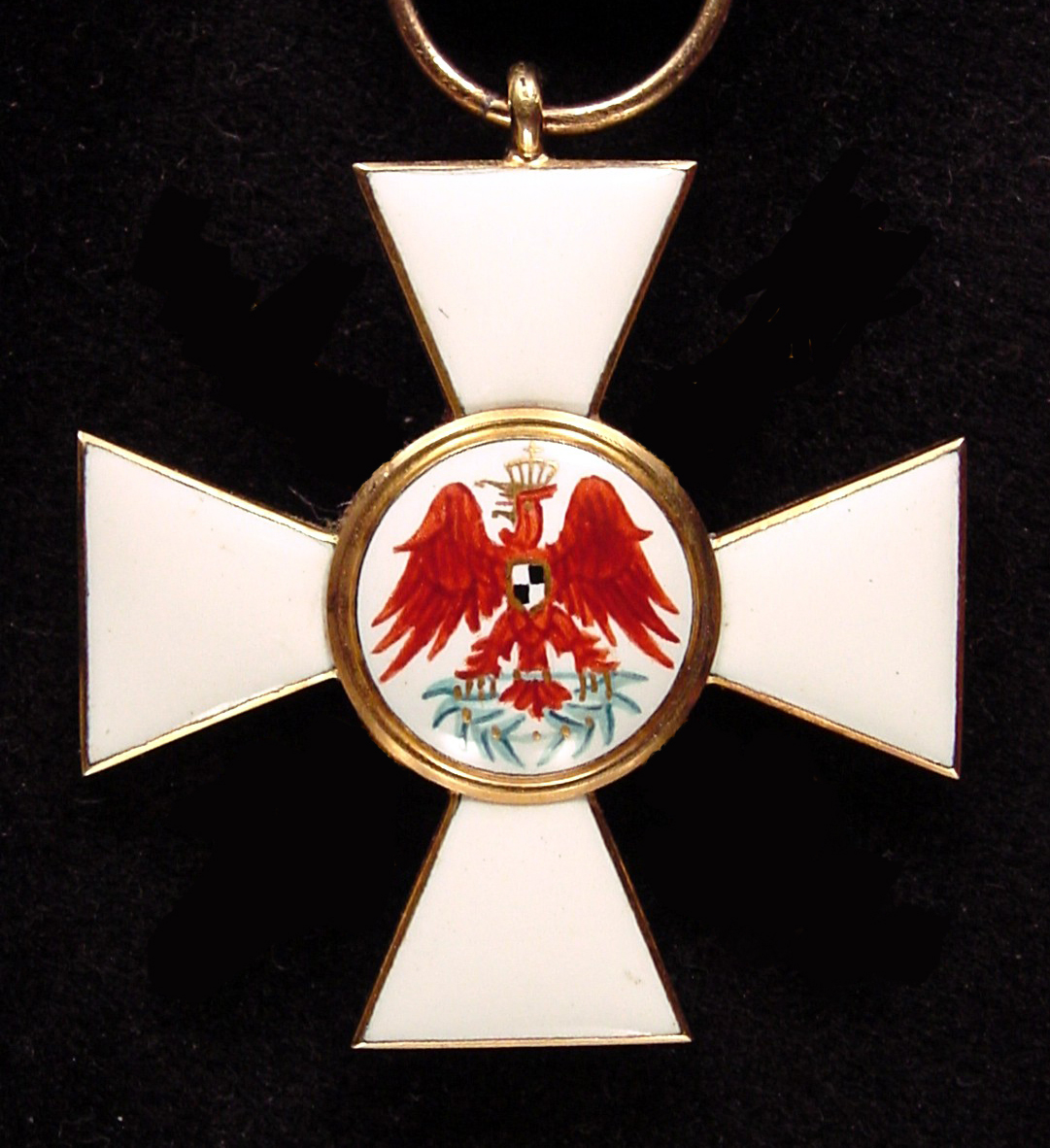
A III. osztály jelvénye
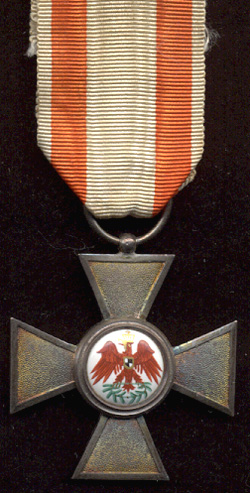
A IV. osztály jelvénye
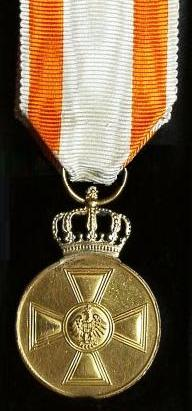
A közkatonák érme

## A rend jelvényei
A nagykereszt egy arany (1916 után aranyozott) máltai kereszt volt, amelyet fehérre zománcoztak. A kereszt szárai között vörös sasok voltak láthatóak, középen pedig kékkel keretezett aranymedál, rajta a királyi monogram. A kereten a rend jelmondata a Sincere et Constante volt olvasható.
Az I-III. osztály jelvénye fehérre zománcozott, arany (1916 után aranyozott) talpaskereszt volt (IV. osztály hasonló volt, de egyszerű, ezüstfelülettel). A kereszt közepén babérkoszorút tartó koronás vörös sas volt található, fekete-fehér címerpajzzsal. A hátoldalán a királyi monogram és a porosz korona volt látható. A közkatonák kerek érmén a magasabb osztályok keresztje volt látható, a tetején pedig a porosz korona.
A csillag a nagykereszt esetében arany volt és nyolcágú, az I. osztálynál ezüst nyolcágú, a II. osztálynál pedig ezüst négyágú, rajta a talpaskereszttel. Mindegyik közepén kerek fehér alapon vörös sas, körülötte fehér (a nagykeresztnél kék) alapon a rend mottója: Sincere et Constanter.
A rend szalagja hagyományosan narancs-fehér-narancs volt, de a harci teljesítményért adott kitüntetéseknél a Vaskereszthez hasonló fekete-fehér szalagot is használtak.

## A rend vezetői (1705–1918)
- György Vilmos brandenburg-bayreuthi őrgróf (1678–1726), az Ordre de la Sincerité alapítója
- Károly Vilmos Frigyes brandenburg-ansbachi őrgróf (1712–1757) a rend újraalapítója és átnevezője Vörös Sasra
- Károly Sándor brandenburg-ansbachi őrgróf (1736–1806)
- II. Frigyes Vilmos porosz király (1744–1797), aki porosz állami kitüntetéssé tette a rendet
- III. Frigyes Vilmos porosz király (1770–1840), új osztályokat adott a rendhez 1810-ben és 1830-ban
- IV. Frigyes Vilmos porosz király (1795–1861)
- I. Vilmos német császár és porosz király (1797–1888), bevezette a nagykeresztet
- III. Frigyes német császár és porosz király (1831–1888)
- II. Vilmos német császár és porosz király (1859–1941)

## Jeles kitüntetettek

### Nagykereszt (1861–1918)

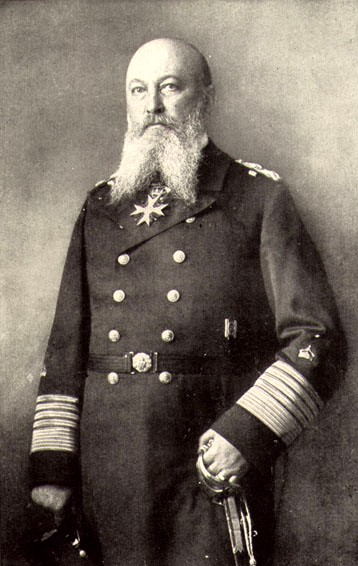
Alfred von Tirpitz tengernagy a Vörös Sas-rend nagykeresztjével

- Szász-Weimar-Eisenachi Auguszta I. Vilmos császár felesége (1811–1890)
- Albrecht von Roon (1803–1879) – tábornok és hadügyminiszter. A Fekete Sast (és a vele járó Vörös Sast) a porosz-osztrák háború alatt győzelmeiért kapta
- Otto Theodor von Manteuffel (1805–1882) miniszterelnök
- Hohenzollern Henrik, II. Vilmos császár öccse
- Schleswig-Holsteini Auguszta Viktória (1858–1921), II. Vilmos felesége
- Otto von Bismarck (1815–1898), kancellár
- Ferdinand von Zeppelin (1838–1917), feltaláló
- Paul von Hindenburg (1847–1934), tábornok, tölgylombbal és kardokkal kapta meg a nagykeresztet
- Helmuth Karl Bernhard von Moltke, (1800–1891), tábornok
- Hohenzollern Vilmos, II. Vilmos császár legidősebb fia
- Bernhard von Bülow, külügyminiszter
- Alfred von Tirpitz (1849–1930); admirális

### I. osztály (1705–1918)

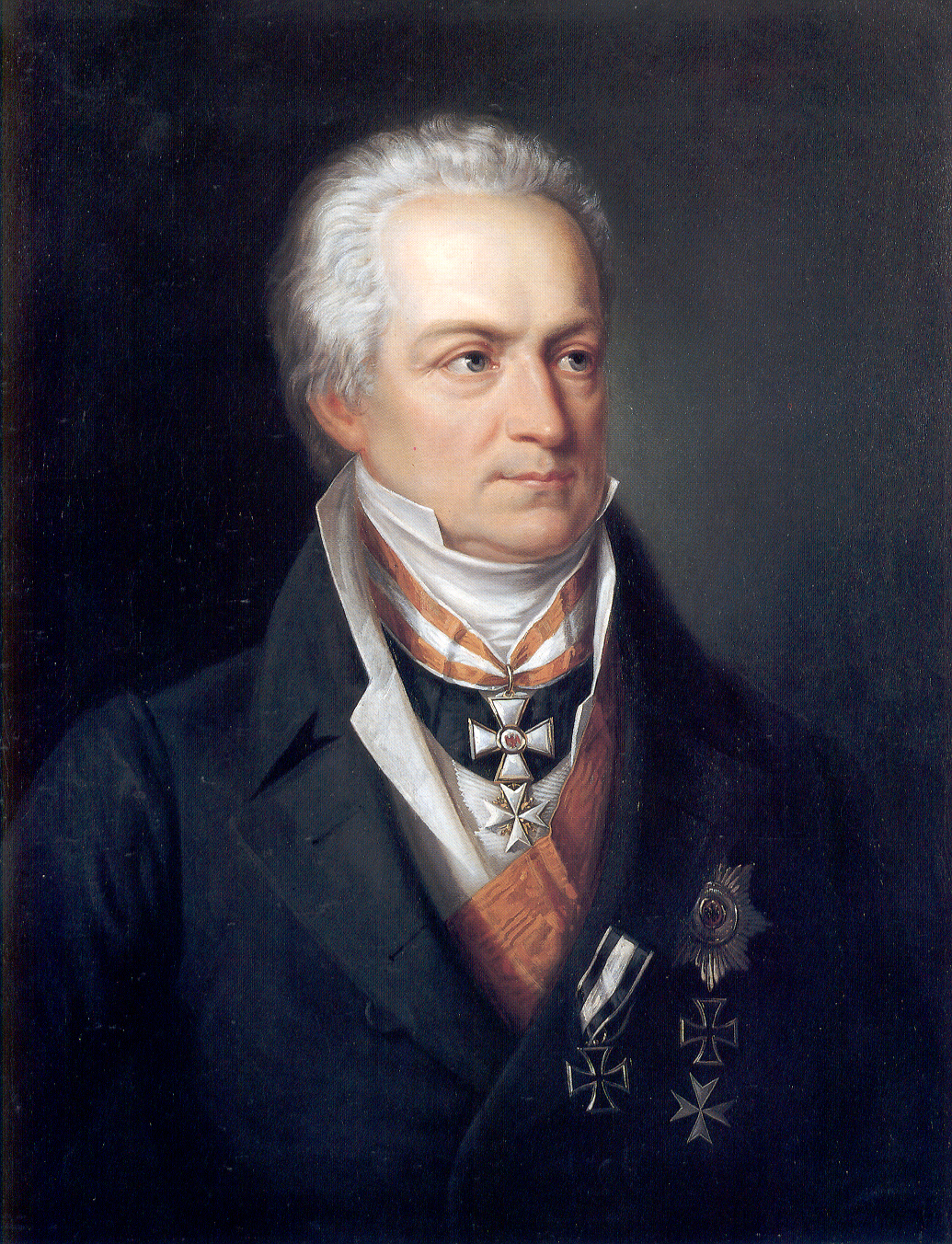
Karl August von Hardenberg porosz külügyminiszter a rendjellel

- Wilhelm von Humboldt (1767–1835), filozófus, államférfi, Alexander von Humboldt bátyja
- Karl August von Hardenberg (1750–1822), külügyminiszter
- III. Lajos hesseni nagyherceg (1806–1877)
- Anton von Werner (1871–1914), festő
- Charles-Maurice de Talleyrand-Périgord, francia politikus
- Ali Tepeleni pasa török külügyminiszter
- Paul Kruger (1825–1904), Transvaal elnöke

### II. osztály (1810–1918)
- Johann Heinrich von Bernstorff (1862–1939), washingtoni német nagykövet
- Otto von Below (1857–1944), tábornok, az első világháborúban a caporettói áttörés vezetője
- Wilhelm Groener (1867–1939), tábornok, a Weimari Köztársaság belügyminisztere
- Franz von Hipper, német tengernagy
- John Jellicoe (1859–1935), brit tengernagy
- John Pierpont Morgan (1837–1913), amerikai bankár
- Nicholas Murray Butler, amerikai filozófus, 1931-ben Nobel-békedíjas
- Hugo Münsterberg, német-amerikai filozófus

## Fordítás
- Ez a szócikk részben vagy egészben  az   Order of the Red Eagle című angol Wikipédia-szócikk ezen változatának fordításán alapul.  Az eredeti cikk szerkesztőit annak laptörténete sorolja fel. Ez a jelzés csupán a megfogalmazás eredetét és a szerzői jogokat jelzi, nem szolgál a cikkben szereplő információk forrásmegjelöléseként.